# I'LL KILL YOU
〈I'LL KILL YOU〉는 X(엑스 재팬)의 인디 시절 첫 발매된 싱글이다.
당시 멤버는 요시키가 드럼, 토시가 보컬, 테리가 기타, 아츠시가 베이스를 맡았다. 1000매 한정 발매로 모두 판매되었다. 수록곡 〈I'LL KILL YOU〉는 후에 X(엑스 재팬) 첫 정규 앨범인 《Vanishing Vision》에 수록된다.

## 수록곡
1. I'LL KILL YOU (요시키 작사·곡)
2. BREAK THE DARKNESS (요시키 작사·곡)